# Leistungs- und Teilnahmeschein
Leistungs- und Teilnahmescheine sind universitäre Leistungsnachweise.
Für Leistungsscheine sind in der Regel Klausuren zu schreiben bzw. Hausarbeiten (neben dem Halten von Referaten) anzufertigen. Teilnahmescheine setzen die regelmäßige Teilnahme an Lehrveranstaltungen und oft Referate oder schriftliche Ausarbeitungen voraus.
Diese Zertifikate wurden im Zuge des Bologna-Prozesses immer mehr durch so genannte Leistungspunkte abgelöst.